# Дашти-Найхо
Дашти-Найхо (тадж. Дашти Найҳо) — сельский населённый пункт в Сангворском районе РРП Таджикистана. Входит в состав сельской общины (джамоата) Чильдара. Расстояние от села до центра района (село Тавильдара) — 30 км, до центра джамоата (село Чильдара) — 5 км. Население — 18 человек (2017 г.), таджики. Население в основном занято сельским хозяйством (животноводство и растениводство). Земли орошаются главным образом водами горных источников.